# Gać Kaliska
Gać Kaliska – wieś w Polsce, położona w województwie wielkopolskim, w powiecie kaliskim, w gminie Koźminek.
| SIMC    | Nazwa        | Rodzaj    |
| ------- | ------------ | --------- |
| 0201106 | Gać Pawęzowa | część wsi |

Przed II wojną światową nosiła nazwę Gać Pawęzowa. Obecnie ta nazwa odnosi się do części Gaci Kaliskiej.
W latach 1954–1959 wieś należała i była siedzibą władz gromady Gać, po jej zniesieniu w gromadzie Koźminek. W latach 1975–1998 miejscowość administracyjnie należała do województwa kaliskiego.

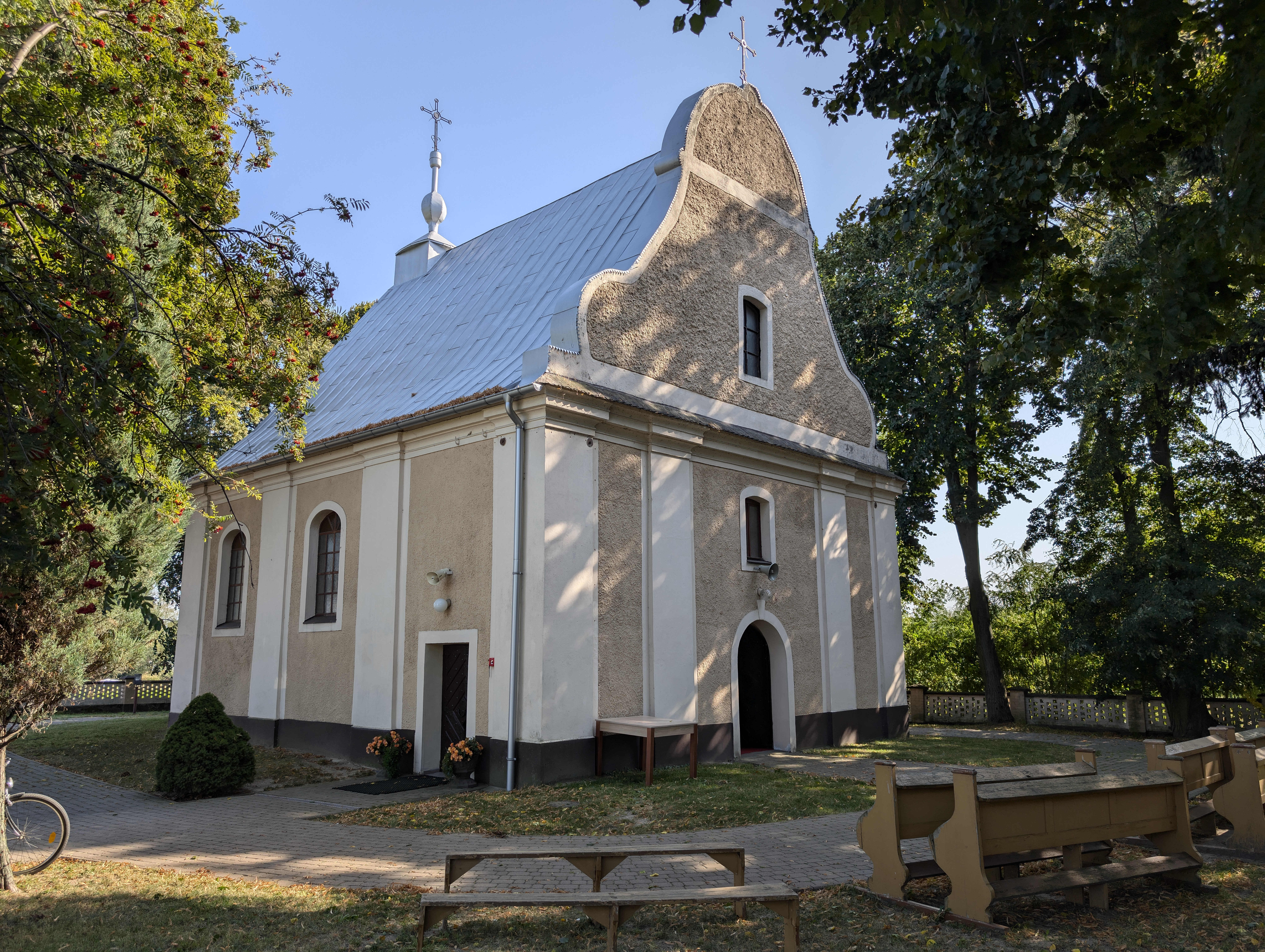
Kościół św. Małgorzaty w Gaci Kaliskiej